# نظام هتشنسون لتصنيف النبات
نظام هتشنسون لتصنيف النبات هو نظام لتصنيف النباتات نشره جون هتشنسون والذي قام بترتيب فصائل النباتات المزهرة وفقًا لنظام جديد قائم على تطور السلالات المحتملة. تم نشر النظام كمجلدين في ثلاث طبعات ؛ الطبعة الأولى 1926-1934 ؛ الطبعة الثانية 1959 ؛ الطبعة الثالثة ، 1973. ينقسم هذا التصنيف إلى 1) ثنائيات الفلقة وفقًا للإصدار الأول من المجلد 1 لعام 1926 و2) أحاديات الفلقة وفقًا للمجلد 2 لعام 1934.

## شعبة كاسيات البذور

### شعيبة  أحاديات الفلقة
أقسام
1. حاملات الكؤوس
2. حاملات التويجات
3. عصيفيات الأزهار

#### حاملات الكؤوس
1 قسم حاملات الكؤوس
رتبة Butomales
- كلويات الماء
- عناز

رتبة مزماريات
- مزمارية
- Scheuchzeriaceae
- Petrosaviaceae

رتبة Triuridales
- Triuridaceae

رتبة Juncaginales
- عاشميات
- Lilaeaceae syn.: Heterostylaceae
- نبتة بوسيدون

رتبة Aponogetonales
- جارة الماء
- حزامية

رتبة Potamogetonales
- جار النهر
- روبية

رتبة Najadales
- جار النهر
- نجا

رتبة وعلانيات
- وعلانية
- Flagellariaceae
- Mayacaceae

رتبة قبئيات
- زيرونية
- Rapateaceae

رتبة قبئيات
- Eriocaulaceae

رتبة Bromeliales
- بروميلية

رتبة زنجبيليات
- موزية
- إسترلتزية
- Lowiaceae
- زنجبيلية
- قنا
- مرتينيات

#### حاملات التويجات
رتبة زنبقيات
- زنبقية tribes[5]
- Anguillarieae
- Colchiceae
- Helonideae
- Iphigenieae
- Narthecieae
- Tricyrtideae
- Tulipeae
- Uvularieae
- Veratreae
- Tecophilaeaceae
- Trilliaceae
- زغفليات
- فشاغيات
- نوليناوات

رتبة Alstroemeriales
- ألستروميرياسيات
- Petermanniaceae
- ثحثحيات

رتبة لوفيات
- لوفية
- لمناوات

رتبة Typhales
- Sparganiaceae
- بركية

رتبة Amaryllidales
- نرجسية
- tribe Agapantheae
- tribe ثوماوية
- tribe Gilliesieae

رتبة هليونيات
- سوسنية

رتبة ديسقوريات
- Stenomeridaceae
- ديسقورية
- سداتيات
- ديسقورية

رتبة Agavales
- مصفورة
- أغافاوات

رتبة نخلية
- نخلية

تبة كاذيات
- كاذية

رتبة السيكلنتيات
- السيكلنتيات

رتبة وعلانيات
- نبات الدم
- Hypoxidaceae
- Velloziaceae
- Apostasiaceae
- زهور الخفاش
- Philydraceae

رتبة Burmanniales
- برمانية
- Corsiaceae
- ثيسمية

رتبة Orchidales
- سحلبية

#### عصيفيات الأزهار
رتبة Juncales
- أسلية
- Thurniaceae
- رستيونية
- Centrolepidaceae

رتبة قبئيات
- سعدية

رتبة قبئيات
- نجيلية

### شعيبة  ثنائيات الفلقة
أقسام
1. بدائيات الدثار (Polypetalae)
2. بعديات الدثار (Gamopetalae)[6]

#### بدائيات الدثار
رتبة مغنوليات
- مغنولات
- Winteraceae
- شزندرية as Schizandraceae
- Himantandraceae
- Lactoridaceae
- Trochodendraceae
- Cercidiphyllaceae

رتبة مغنوليات as Anonales
- قشديات as Anonaceae
- Eupomatiaceae

رتبة غاريات
- مونيميات
- غارية
- Gomortegaceae
- هرنانديات
- بسباسية

رتبة Ranales
- حوذانية
- Cabombaceae
- قرنيات الورق
- نيلوفرية

رتبة Berberidales
- برباريسية
- Circaeasteraceae
- لرديزباليات
- لرديزباليات
- بذر قمرية

رتبة Aristolochiales
- زراوندية
- دغموسية syn.: رافليسية
- Hydnoraceae
- نابنط

رتبة فلفليات
- صروية
- فلفلية
- عطرورية
- Lacistemataceae

رتبة Rhoeadales
- خشخاشية
- شاهترجية

رتبة Loasales
- لواسية
- Turneraceae

رتبة Capparidales
- قبارية as Capparidaceae [sic]
- بان
- Tovariaceae

رتبة كرنبيات
- كرنبية

رتبة Violales
- بنفسجية
- بليحائية

رتبة فوليات
- مغزرية
- Trigoniaceae
- فوتشية

رتبة كاسريات الحجر
- مخلدية
- أجينة
- كاسرات الحجر

رتبة نبات الإبريق
- ندوية
- سراسينية

رتبة بدوستمونية
- بدوستمونية as Podostemonaceae [sic]
- Hydrostachyaceae

رتبة قرنفليات
- إلطينيات
- قرنفلية
- مغيريات
- ديمومية syn.:ديمومية
- رجلية

رتبة Polygonales
- بطباطية
- Illecebraceae

رتبة Chenopodiales
- الفصيلة الصبغية
- فوية syn.:فوية
- قطيفية
- Bataceae as Batidaceae [sic]
- قطيفية as Amarantaceae [sic]
- Basellaceae

رتبة غرنوقيات
- كتانية
- قديسية
- غرنوقية
- Limnanthaceae
- حماضية
- كبوسين
- البلسميات

رتبة Lythrales
- خثرية
- Crypteroniaceae
- Sonneratiaceae
- رمان
- Oliniaceae
- أخدرية
- فرصاديات الملح as Halorrhagaceae [sic]
- بهي الشعر

رتبة مثنانية
- مثنانية
- Geissolomataceae
- Penaeaceae
- شبية

رتبة بروطيات
- بروطية

رتبة ديلنيات
- ديلنية
- متصالبية

رتبة Coriariales
- عشبة الدباغين

رتبة Pittosporales
- حبضيات
- Byblidaceae
- Tremandraceae

رتبة Bixales
- بكسية
- Cochlospermaceae
- Flacourtiaceae
- Samydaceae
- Canellaceae
- لاذنية
- جرمل

رتبة Tamaricales
- طرفاوية
- Malesherbiaceae
- أوكوتيلة as Fouquieraceae [sic]

رتبة Passiflorales
- آلامية
- طهبيات

رتبة قرعيات
- قرعية
- بغونيات
- داتيسكه
- باكسيات

رتبة صبار
- صبار

رتبة Theales
- شاي
- Medusagynaceae
- Marcgraviaceae
- كاريوكار ية
- Actinidiaceae
- Saurauiaceae
- أوكنية
- Ancistrocladaceae
- مجنحية الثمر
- Chlaenaceae syn.: Sarcolaenaceae

رتبة آسيات
- آسية
- لوسيتية
- ثغريات سوداء as Melastomaceae
- قمبريطية
- حاملات الجذور

رتبة Guttiferales
- عرنية
- عذاميات
- Quiinaceae
- كلوزية

رتبة Tiliales
- لوسيتية
- زيزفونيات
- Gonystylaceae
- Sterculiaceae
- بمبوقاوية

رتبة خبازيات
- خبازية

رتبة ملبيغيات
- ملبيغية
- Humiriaceae
- كوكيات

رتبة Euphorbiales
- فربيونية

رتبة Cunoniales
- عذاميات
- بروقة
- إسكلونيات
- Greyiaceae [original family description]
- كشمش
- هدرانجية

رتبة ورديات
- وردية
- Chailletiaceae syn.: جفبلارية
- كأسيات الزهر

رتبة بقولية
- سنطاوات
- بقماوات
- فولاوات syn.: بقولية

رتبة Hamamelidales
- مشيكية
- يعشيل
- مشتركات
- Eucommiaceae
- Myrothamnaceae
- شمشادية
دلبية

رتبة صفصافية
- صفصافية

رتبة شرابيات الحرير
- شرابات الحرير

رتبة Leitneriales
- سيماروبية

رتبة زانيات
- شمعيات

رتبة Balanopsidales
- Balanopaceae as Balanopsidaceae [sic]

رتبة زانيات
- قضبانية
- Corylaceae
- زانية

رتبة كزوارينية
- كزوارينية

رتبة قراصيات
- دردارية
- كثاة
- توتية
- Scyphostegiaceae [original family description]
- قراصية
- قنبية as Cannabinaceae [sic]

رتبة حرابيات
- بهشية
- خلنجية
- حرابية
- Corynocarpaceae
- سيريلية
- Cneoraceae
- Pandaceae
- أبقراطيات
- إيكاسينية
- أراكية
- Stackhousiaceae

رتبة Olacales
- أولاكسية
- Opiliaceae

رتبة صندليات
- Octoknemaceae as Oktoknemataceae [sic]
- إسارية
- صندلية
- Grubbiaceae
- Misodendraceae as Myzodendraceae [sic]
- Balanophoraceae

رتبة نبقيات
- نبقية
- خلافية
- Heteropyxidaceae
- كرمية syn.:كرمية

رتبة صابونيات
- سذابية
- سيماروبية as Simarubaceae [sic]
- بخورية

رتبة Meliales
- أزدرختية
- رتبة صابونيات
- صابونية
- Akaniaceae
- قيقبية
- Sabiaceae
- عسليات
- Didiereaceae
- Staphyleaceae
- بطمية
- كونارية

رتبة Juglandales
- جوزية
- بلاذراوات

رتبة Umbelliflorae
- قرانية
- Alangiaceae
- Nyssaceae
- أرالية
- خيمية

#### بعديات الدثار
رتبة خلنجيات
- لثاتيات
- خلنجية
- كسوبيات
- Pyrolaceae
- كأسية خماسية الأوراق
- لينواوات

رتبة Ebenales
- أبنوسية
- سبوتية

رتبة Myrsinales
- مرسينية

رتبة Styracales
- إصطركية
- لطريات
- مغزرية
- Lissocarpaceae

رتبة Loganiales
- لوغانية
- زيتونية

رتبة Apocynales
- دفلية

رتبة Rubiales
- فوية
- خمانية

رتبة نجميات
- مسكية
- ناردينية
- ممشقية
- Calyceraceae
- نجمية

رتبة جنطيانيات
- جنطيانية

رتبة ربيعيات
- ربيعية
- رصاصية

رتبة حملية
- حملية

رتبة Campanales
- جريسية
- لوبيلاوات
- مخالب الباز
- Stylidiaceae

رتبة باذنجانيات
- بولامونية
- زهراوات الأحراج

رتبة حمحميات
- حمحمية

رتبة باذنجانيات
- باذنجانية
- محمودية

رتبة Personales
- غدبية
- هالوكية
- سندبيات
- كولوميليات
- غزنرية
- بنيونية
- دعسية
- أقنثية

رتبة شفويات
- عينون
- Myoporaceae
- Selaginaceae
- لويزية
- شفوية